# Bobo Craxi
 (janvier 2017).
Si vous disposez d'ouvrages ou d'articles de référence ou si vous connaissez des sites web de qualité traitant du thème abordé ici, merci de compléter l'article en donnant les références utiles à sa vérifiabilité et en les liant à la section « Notes et références ».
Pour les articles homonymes, voir Craxi.
Bobo Craxi (de son vrai nom Vittorio Craxi), né à Milan le 6 août 1964, est un homme politique italien, député à la Chambre des députés.

## Biographie
Il est le fils de Bettino Craxi et le frère de Stefania Craxi.
Ancien porte-parole du Nouveau PSI. Après avoir quitté ce parti, il devient leader d'une nouvelle formation de centre-gauche, Les Socialistes. En dépit de l'échec cinglant de ce mouvement, qui n'obtient aucun élu, Bobo Craxi est nommé secrétaire d'État dans le gouvernement de Romano Prodi.